# Грассленд
Грассленд (англ. Grassland) — муніципалітет в Канаді, у провінції Манітоба.

## Населення
За даними перепису 2016 року, муніципалітет нараховував 1561 особу, показавши зростання на 5,5%, порівняно з 2011-м роком. Середня густина населення становила 1,2 осіб/км².
З офіційних мов обидвома одночасно володіли 45 жителів, тільки англійською — 1 455, тільки французькою — 5, а 40 — жодною з них. Усього 300 осіб вважали рідною мовою не одну з офіційних, з них 5 — одну з корінних мов, а 5 — українську.
Працездатне населення становило 71,7% усього населення, рівень безробіття — 8,6% (9,6% серед чоловіків та 8,7% серед жінок). 75% осіб були найманими працівниками, а 25% — самозайнятими.
Середній дохід на особу становив $82 258 (медіана $34 645), при цьому для чоловіків — $44 073, а для жінок $123 260 (медіани — $40 021 та $29 312 відповідно).
27,4% мешканців мали закінчену шкільну освіту, не мали закінченої шкільної освіти — 23,6%, 49,1% мали післяшкільну освіту, з яких 18,3% мали диплом бакалавра, або вищий.
| Статево-вікова структура населення | Статево-вікова структура населення | Статево-вікова структура населення | Статево-вікова структура населення | Статево-вікова структура населення |
| ---------------------------------- | ---------------------------------- | ---------------------------------- | ---------------------------------- | ---------------------------------- |
|                                    |                                    |                                    |                                    |                                    |
| Всього                             | Всього                             | 51,3%48,7%                         |                                    |                                    |
| 0 — 14 років                       | 0 — 14 років                       |                                    | 22,1%                              | 22,1%                              |
| 15 — 64 років                      | 15 — 64 років                      |                                    | 59,6%                              | 59,6%                              |
| 65 і більше                        | 65 і більше                        |                                    | 18,3%                              | 18,3%                              |
| 85 і більше                        | 85 і більше                        |                                    | 1,9%                               | 1,9%                               |
| Середній вік (років)               | Середній вік (років)               | 38,840,9                           | 39,8                               | 39,8                               |
| Медіана (років)                    | Медіана (років)                    | 37,541,3                           | 39,6                               | 39,6                               |
| — чоловіки — жінки                 |                                    |                                    |                                    |                                    |

| Походження мешканців:     | Походження мешканців:     | Походження мешканців: | Походження мешканців: | Походження мешканців: |
| ------------------------- | ------------------------- | --------------------- | --------------------- | --------------------- |
| Походження                |                           |                       | осіб                  | %                     |
| Корінні американці        | Корінні американці        |                       | 115                   | 8.75%                 |
| Інше північноамериканське | Інше північноамериканське |                       | 465                   | 35.36%                |
| Європейське               | Європейське               |                       | 1 105                 | 84.03%                |
| британське                | британське                |                       | 900                   | 68.44%                |
| французьке                | французьке                |                       | 145                   | 11.03%                |
| українське                | українське                |                       | 60                    | 4.56%                 |
| Азійське                  | Азійське                  |                       | 25                    | 1.9%                  |

| Зайнятість населення за галузями (за класифікацією NOC): | Зайнятість населення за галузями (за класифікацією NOC): | Зайнятість населення за галузями (за класифікацією NOC): | Зайнятість населення за галузями (за класифікацією NOC): | Зайнятість населення за галузями (за класифікацією NOC): |
| -------------------------------------------------------- | -------------------------------------------------------- | -------------------------------------------------------- | -------------------------------------------------------- | -------------------------------------------------------- |
|                                                          |                                                          |                                                          |                                                          |                                                          |
| Управління                                               | Управління                                               |                                                          | 21,7%                                                    | 21,7%                                                    |
| Бізнес, фінанси та адміністрування                       | Бізнес, фінанси та адміністрування                       |                                                          | 11,8%                                                    | 11,8%                                                    |
| Природничі та прикладні науки                            | Природничі та прикладні науки                            |                                                          | 2,6%                                                     | 2,6%                                                     |
| Охорона здоров'я                                         | Охорона здоров'я                                         |                                                          | 10,5%                                                    | 10,5%                                                    |
| Освіта, правозахист, муніципальні та урядові служби      | Освіта, правозахист, муніципальні та урядові служби      |                                                          | 8,6%                                                     | 8,6%                                                     |
| Мистецтво, культура, відпочинок та спорт                 | Мистецтво, культура, відпочинок та спорт                 |                                                          | 1,3%                                                     | 1,3%                                                     |
| Роздрібна торгівля та послуги                            | Роздрібна торгівля та послуги                            |                                                          | 11,2%                                                    | 11,2%                                                    |
| Гуртова торгівля, транспорт та обладнання                | Гуртова торгівля, транспорт та обладнання                |                                                          | 16,4%                                                    | 16,4%                                                    |
| Природні ресурси, сільське господарство                  | Природні ресурси, сільське господарство                  |                                                          | 14,5%                                                    | 14,5%                                                    |
| Виробництво                                              | Виробництво                                              |                                                          | 2%                                                       | 2%                                                       |

## Клімат
Середня річна температура становить 2,9°C, середня максимальна – 23,6°C, а середня мінімальна – -23,2°C. Середня річна кількість опадів – 512 мм.
| Клімат поселення                              | Клімат поселення | Клімат поселення | Клімат поселення | Клімат поселення | Клімат поселення | Клімат поселення | Клімат поселення | Клімат поселення | Клімат поселення | Клімат поселення | Клімат поселення | Клімат поселення | Клімат поселення |
| Показник                                      | Січ.             | Лют.             | Бер.             | Квіт.            | Трав.            | Черв.            | Лип.             | Серп.            | Вер.             | Жовт.            | Лист.            | Груд.            |                  |
| Середній максимум, °C                         | −9,61            | −5,9             | 0,62             | 10,35            | 18,32            | 23,52            | 23,60            | 23,10            | 17,42            | 10,30            | 0,20             | −8,44            |                  |
| Середня температура, °C                       | −16,4            | −12,62           | −6,15            | 3,58             | 11,54            | 16,76            | 18,90            | 18,40            | 12,73            | 5,60             | −4,5             | −13,14           |                  |
| Середній мінімум, °C                          | −23,18           | −19,4            | −12,92           | −3,2             | 4,77             | 9,98             | 14,20            | 13,70            | 8,02             | 0,90             | −9,2             | −17,84           |                  |
| Норма опадів, мм                              | 23               | 18               | 25               | 26               | 65               | 84               | 79               | 62               | 42               | 37               | 26               | 25               |                  |
| Середньомісячна швидкість вітру, м/с          | 4.30             | 4.30             | 4.40             | 4.60             | 4.70             | 4.20             | 3.60             | 3.70             | 4.10             | 4.40             | 4.30             | 4.26             |                  |
| Середньомісячна сонячна радіація, кДж/м²·день | 4221             | 7585             | 12789            | 17123            | 20160            | 21508            | 22243            | 18885            | 13323            | 8138             | 4360             | 3307             |                  |
| --------------------------------------------- | ---------------- | ---------------- | ---------------- | ---------------- | ---------------- | ---------------- | ---------------- | ---------------- | ---------------- | ---------------- | ---------------- | ---------------- | ---------------- |
| Джерело:                                      |                  |                  |                  |                  |                  |                  |                  |                  |                  |                  |                  |                  |                  |